# Philip Galle
Philip (vagy Philips) Galle (Haarlem, 1537 – Antwerpen, 1612. március 12.) holland kiadó, leginkább régi mesternyomatok kiadásáról ismert, amelyeket tervezőként és metszőként is készített. Festményekről készített reprodukciós metszeteket.
Galle a hollandiai Haarlemben született, ahol Dirck Coornhert humanista és metsző tanítványa volt. A Holland Művészettörténeti Intézet (RKD) szerint 1569. június 9-én feleségül vette Catharina van Rollant. Öt gyermekük született, akik később művészekké váltak: Theodoor, Cornelis, Philips II, Justa (aki feleségül vette Adriaen Collaert metszőt) és Catharina (aki férjhez ment Karel de Mallery metszőhöz).
Haarlemben Maarten van Heemskerck haarlemi festő több művét metszette. Miközben 1557-től az antwerpeni Hieronymus Cock kiadónál dolgozott, 1563-ban független nyomdászként telepedett le Haarlemben, ahol Johannes Stradanus és Maerten de Vos után készített nyomatokat. 1569-ben megjelent a Holland és Zeeland grófjai sorozata, egy hat metszetből álló sorozat, amelyet Haarlemben készített Willem Thibaut-val, közvetlenül mielőtt Antwerpenbe költözött, 1569 végén vagy 1570 elején, valószínűleg azért, hogy elkerülje Haarlem ostromát.
Első antwerpeni háza valószínűleg a Het Gulden Hert (Az Aranyszarvas) nevű ház volt, szemben a térképkészítő Ortels (más néven Ortelius) házával. Ő irányította Cock nyomdáját, majd 1570-ben Cock utódja lett, majd a következő évben Antwerpen polgára lett. A mű approbatiót, vagyis az egyházi (római katolikus) hatóságoktól kapott kiadási engedélyt tartalmazza. Galle egész életében nehéz viszonyban volt a vallással és a politikai hatalommal. Barátja volt Christopher Plantin antwerpeni nyomdásznak, és talán a Familia Caritatis (Szeretet Családja) titkos humanista körének tagja volt, ami megnehezíti, hogy katolikusnak vagy protestánsnak tekintsék a németalföldi szabadságharc idején.

## Képek

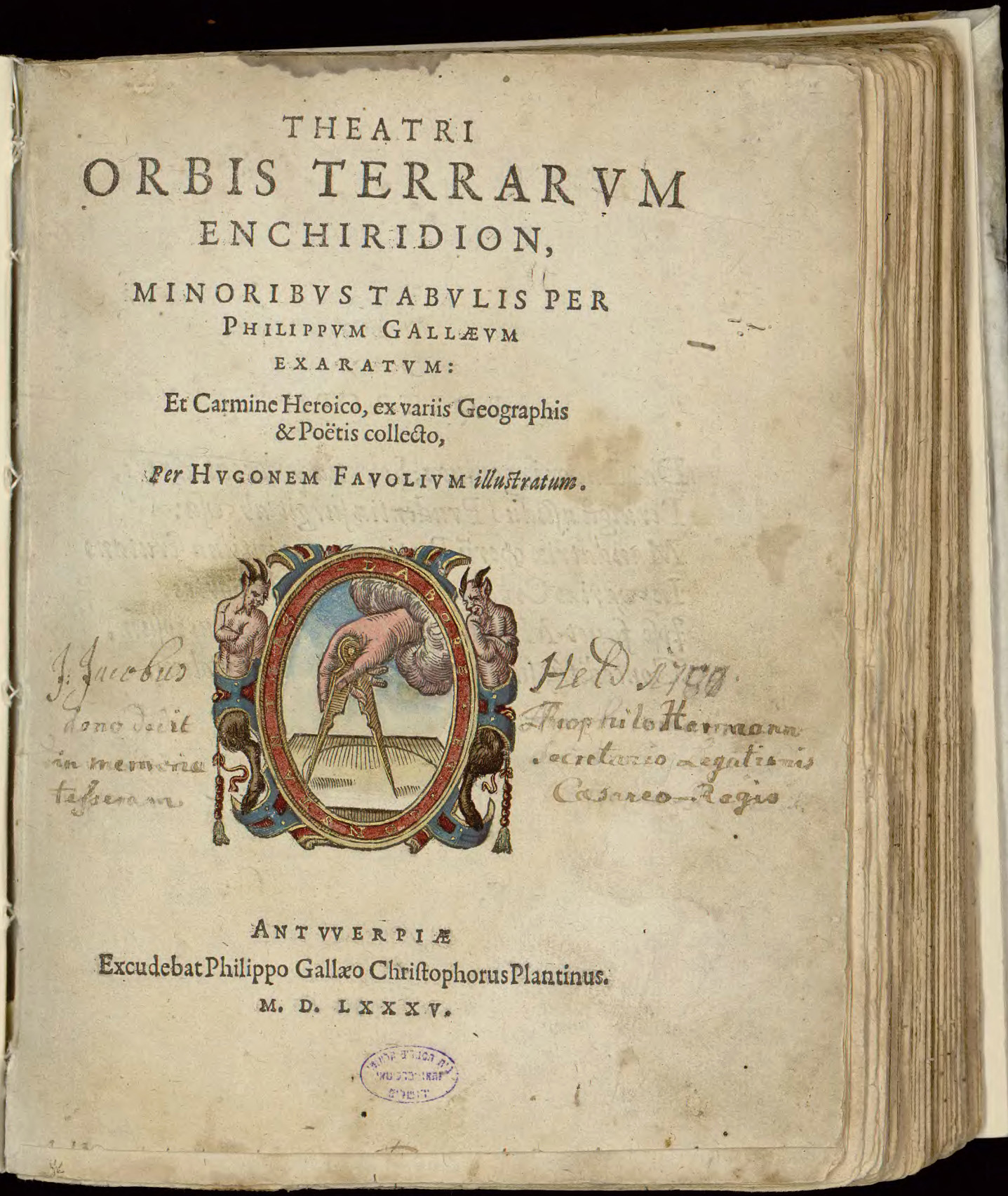
Címlap
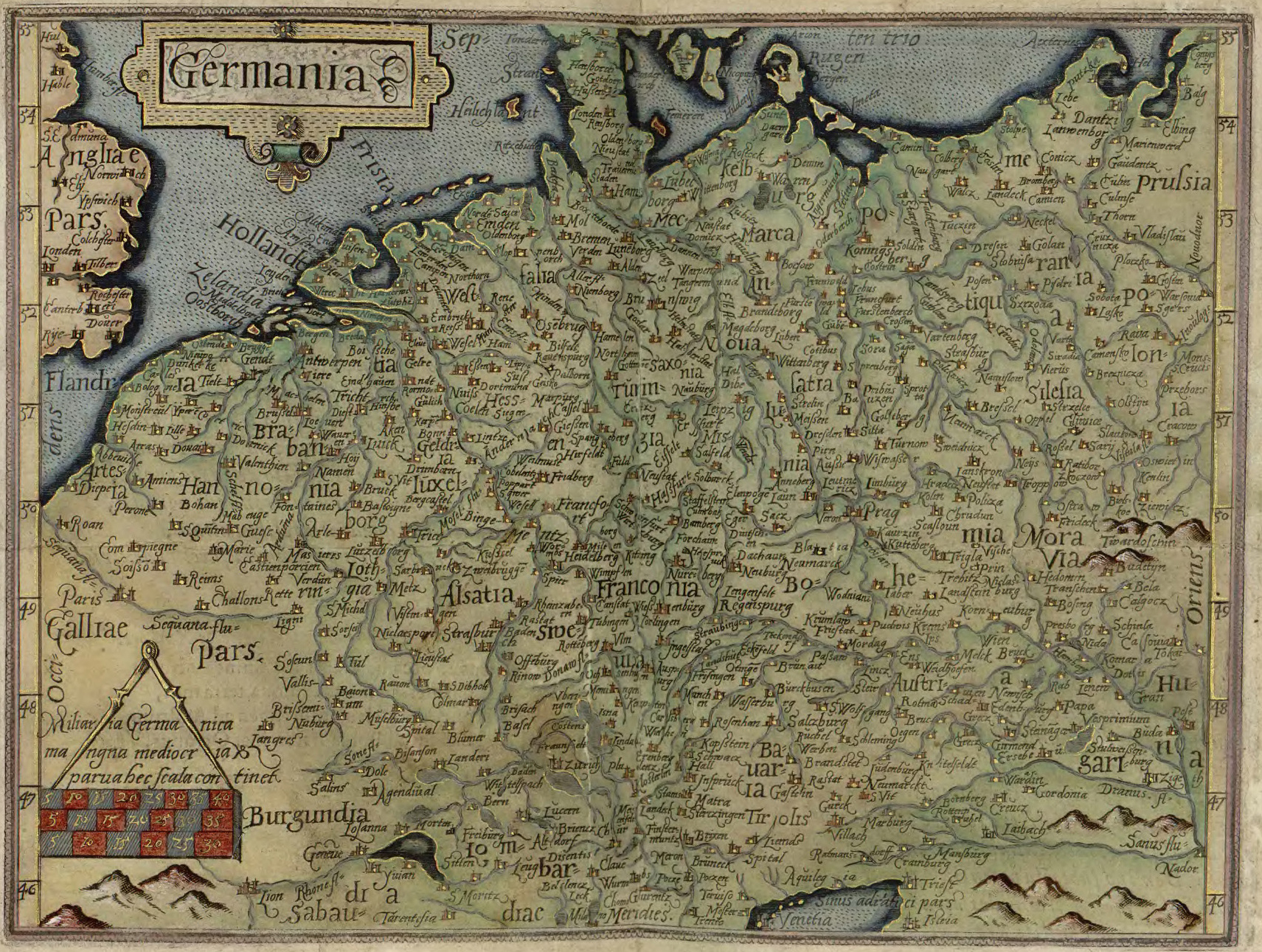
Germania
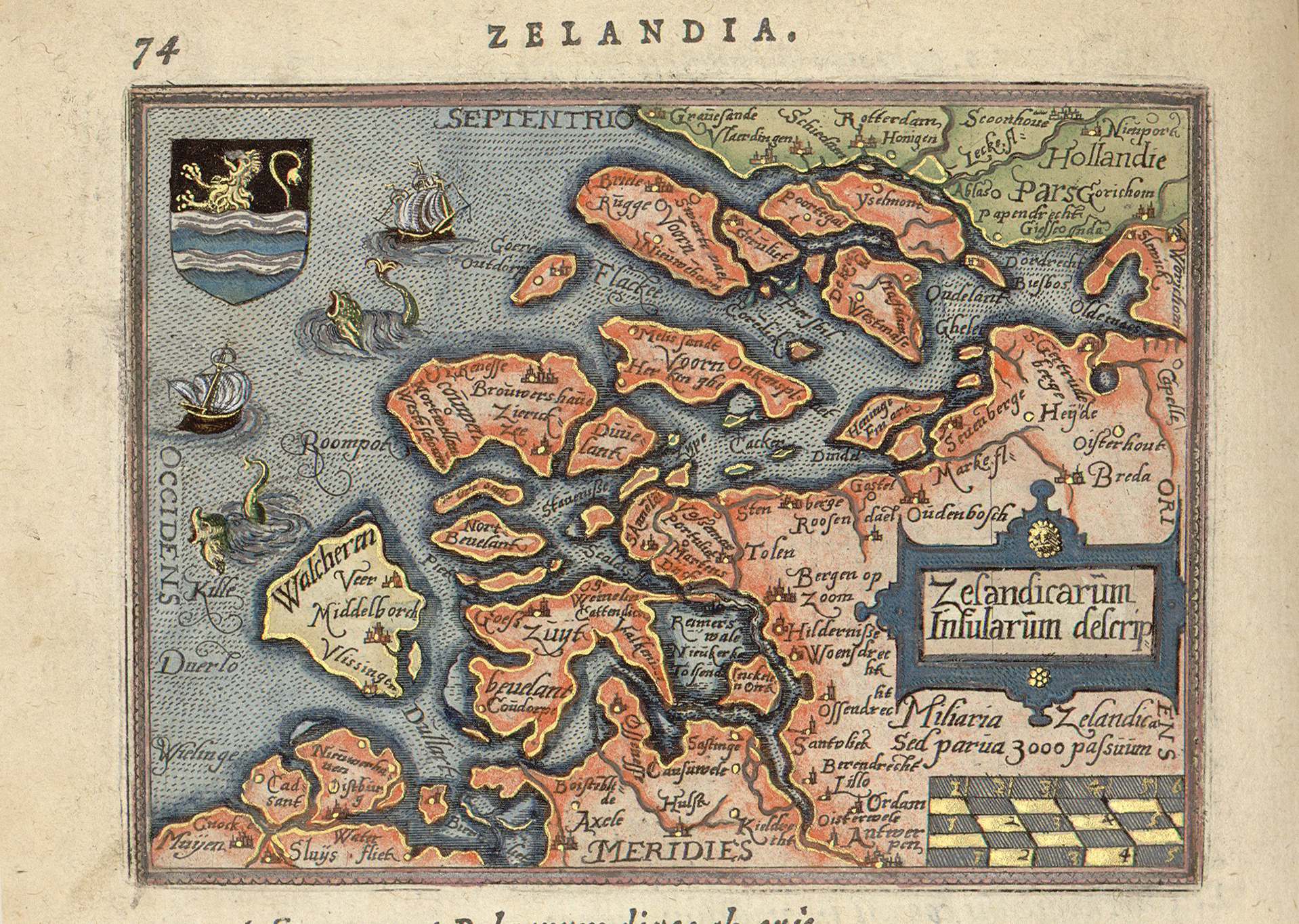
Zelandicarum
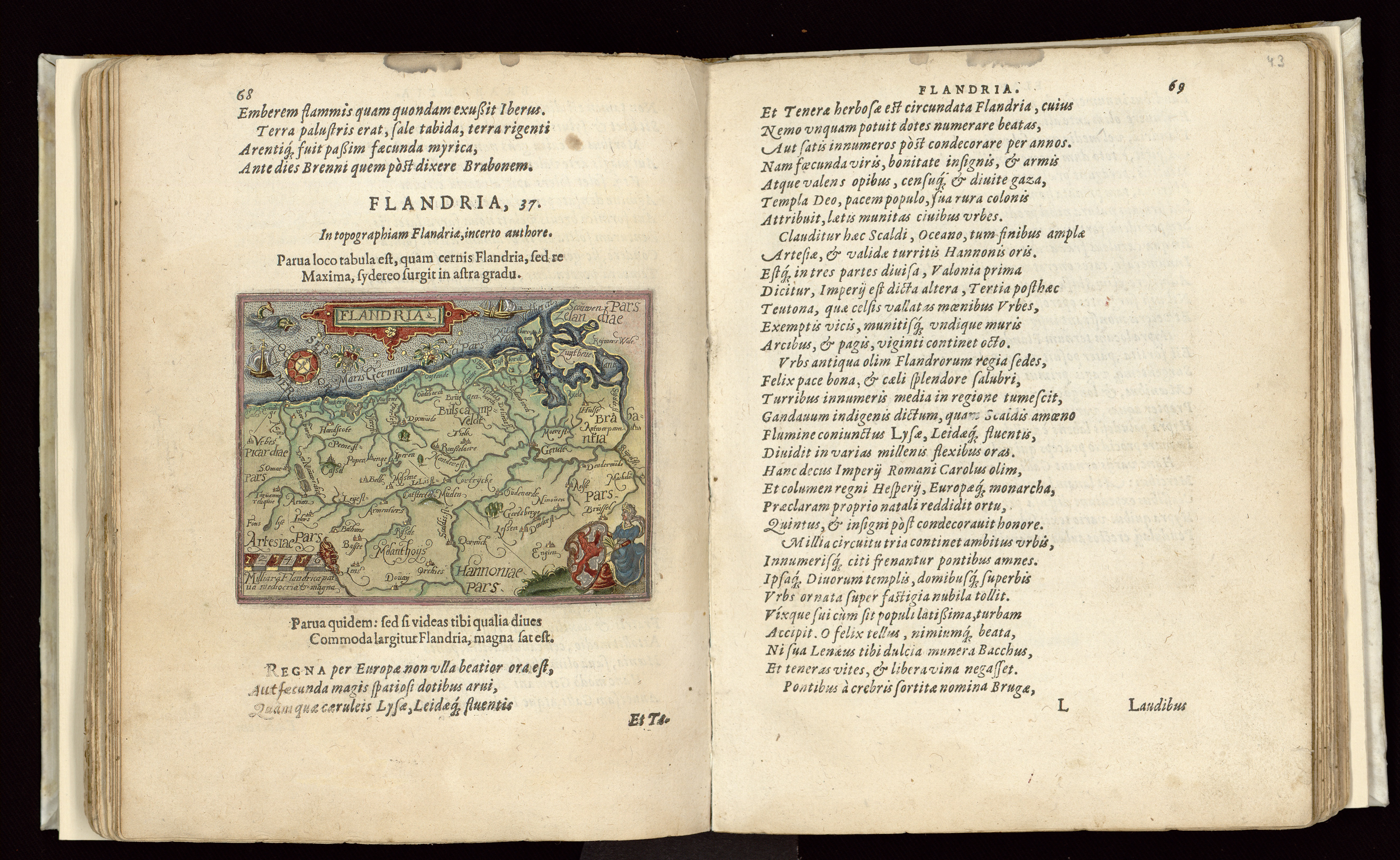
Flandria + text

Galle-nek tulajdonított metszetek

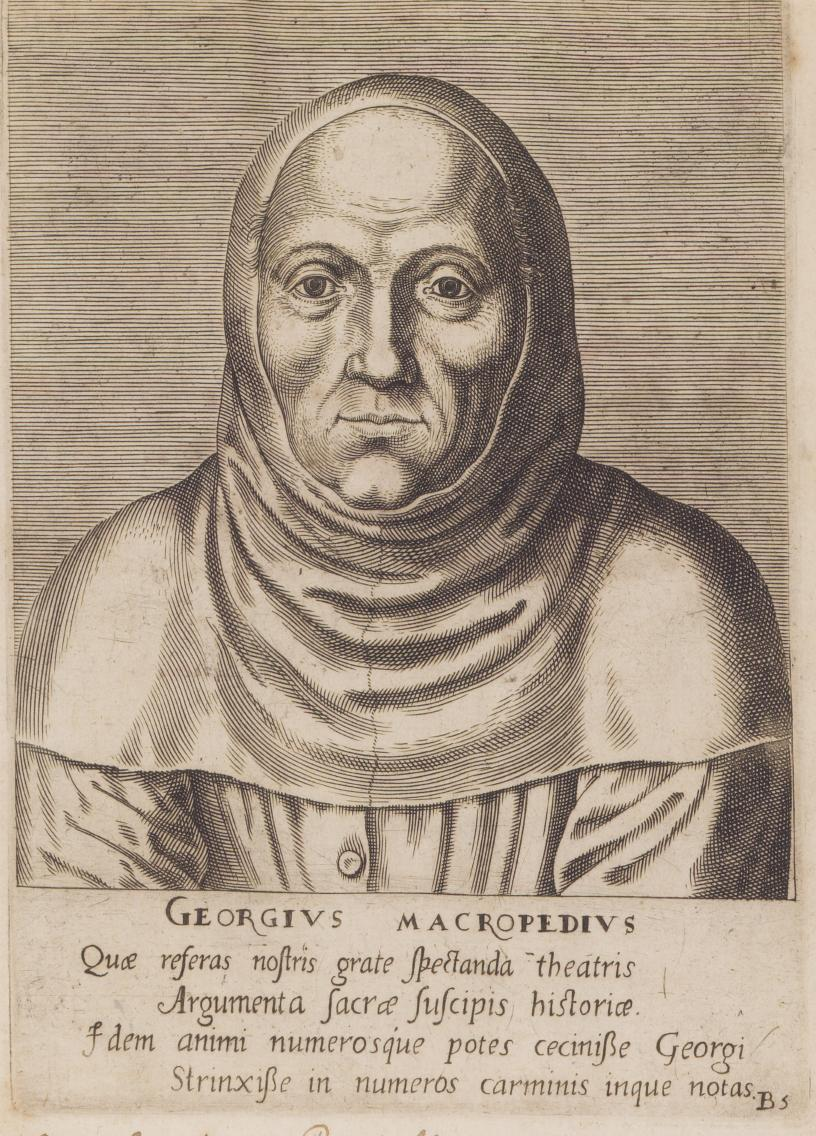
Macropedius
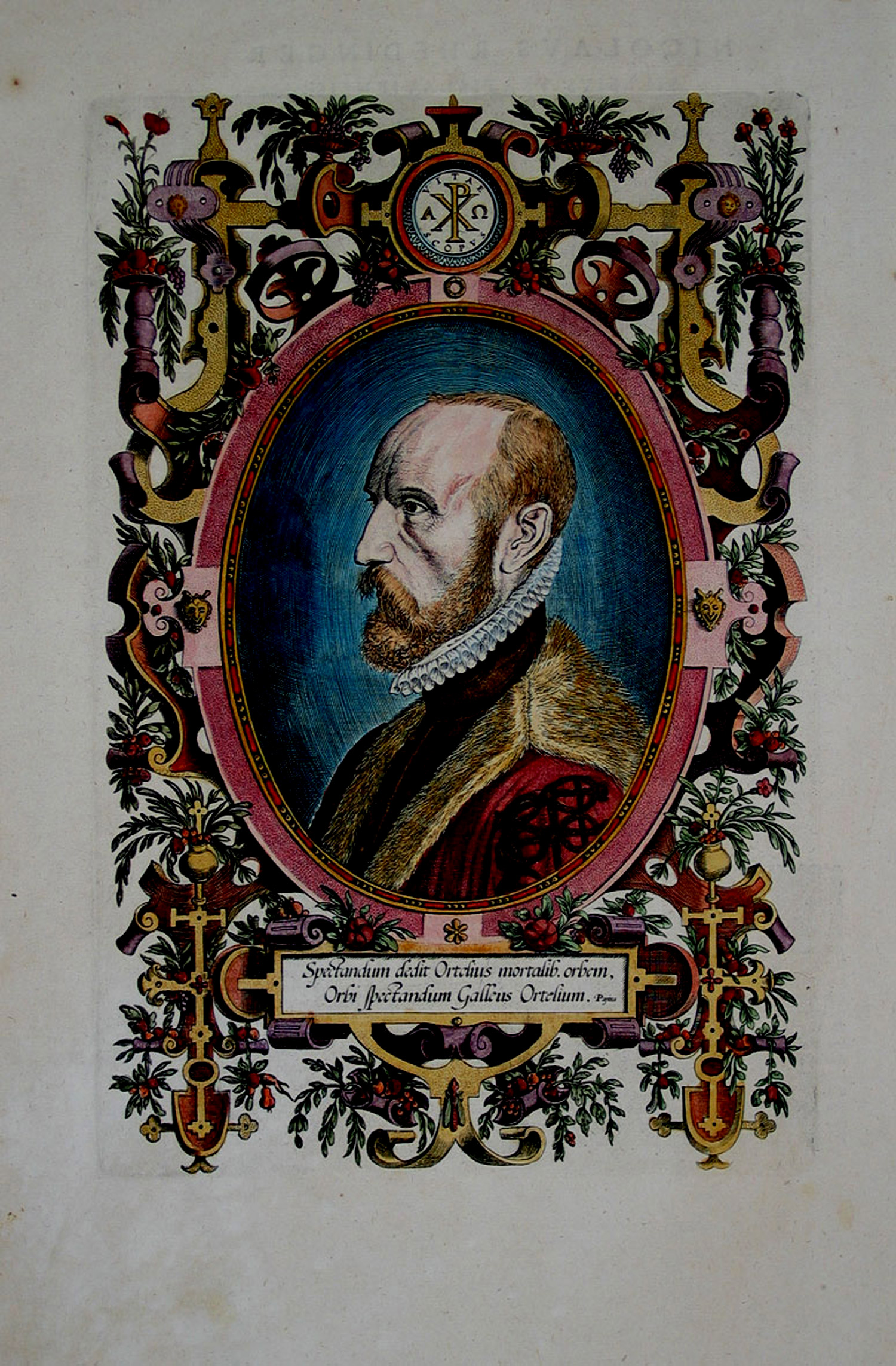
Ortelius
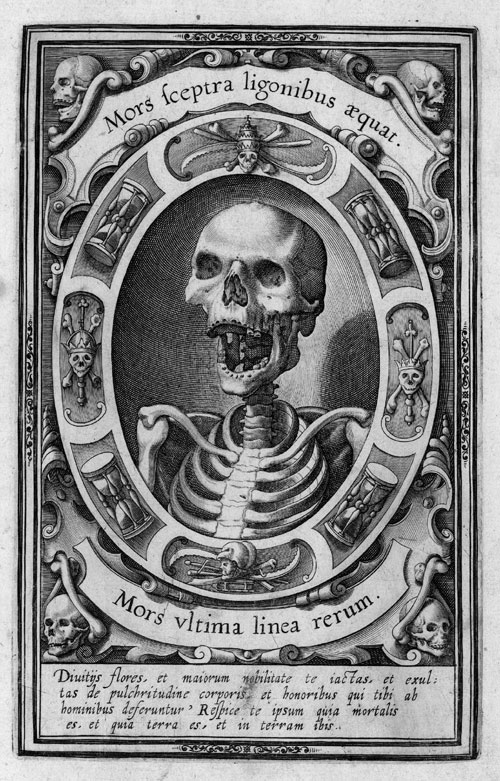
A halál a végső határ
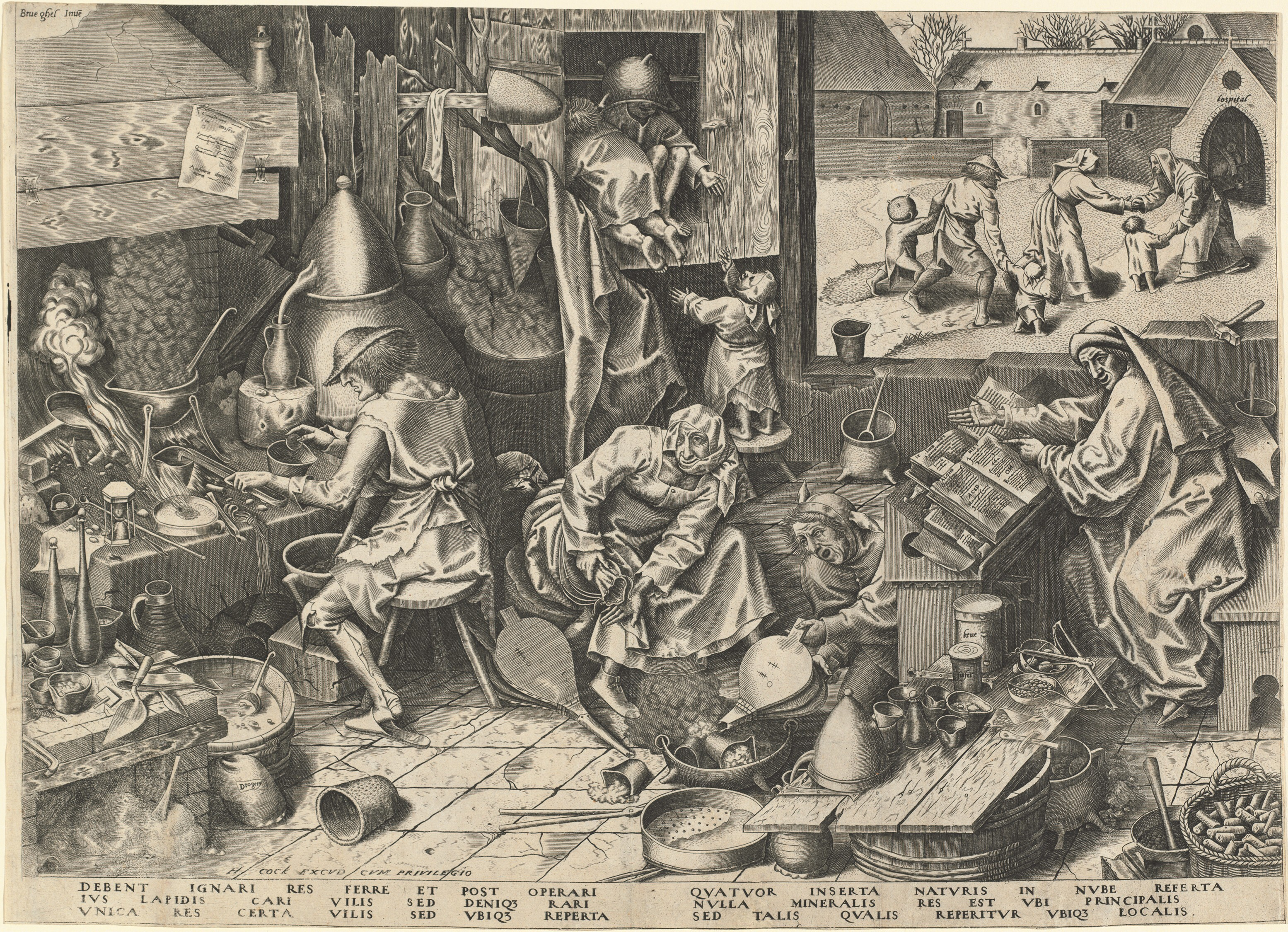
Az alkímista; Breugel után
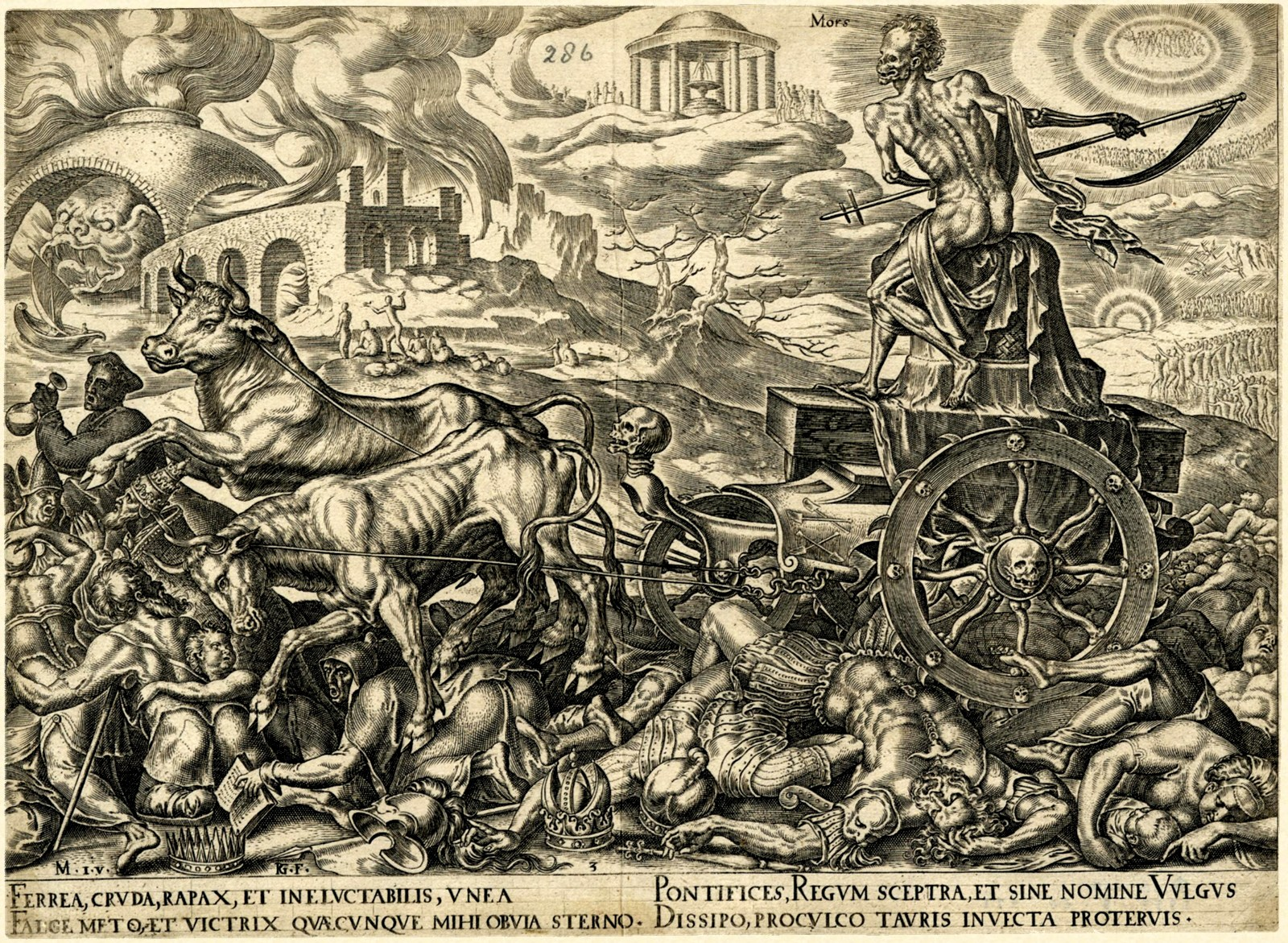
A halál diadala
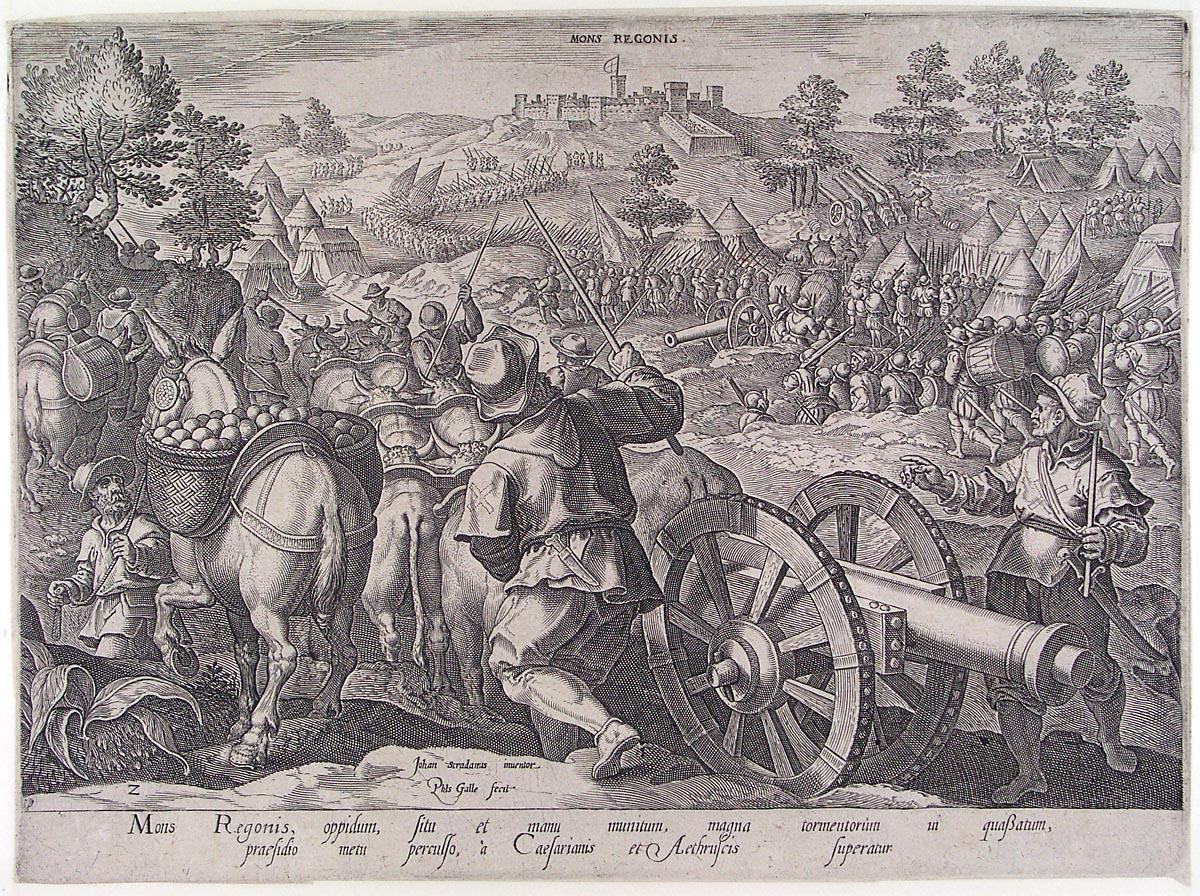
Csata Mons Regonisnál
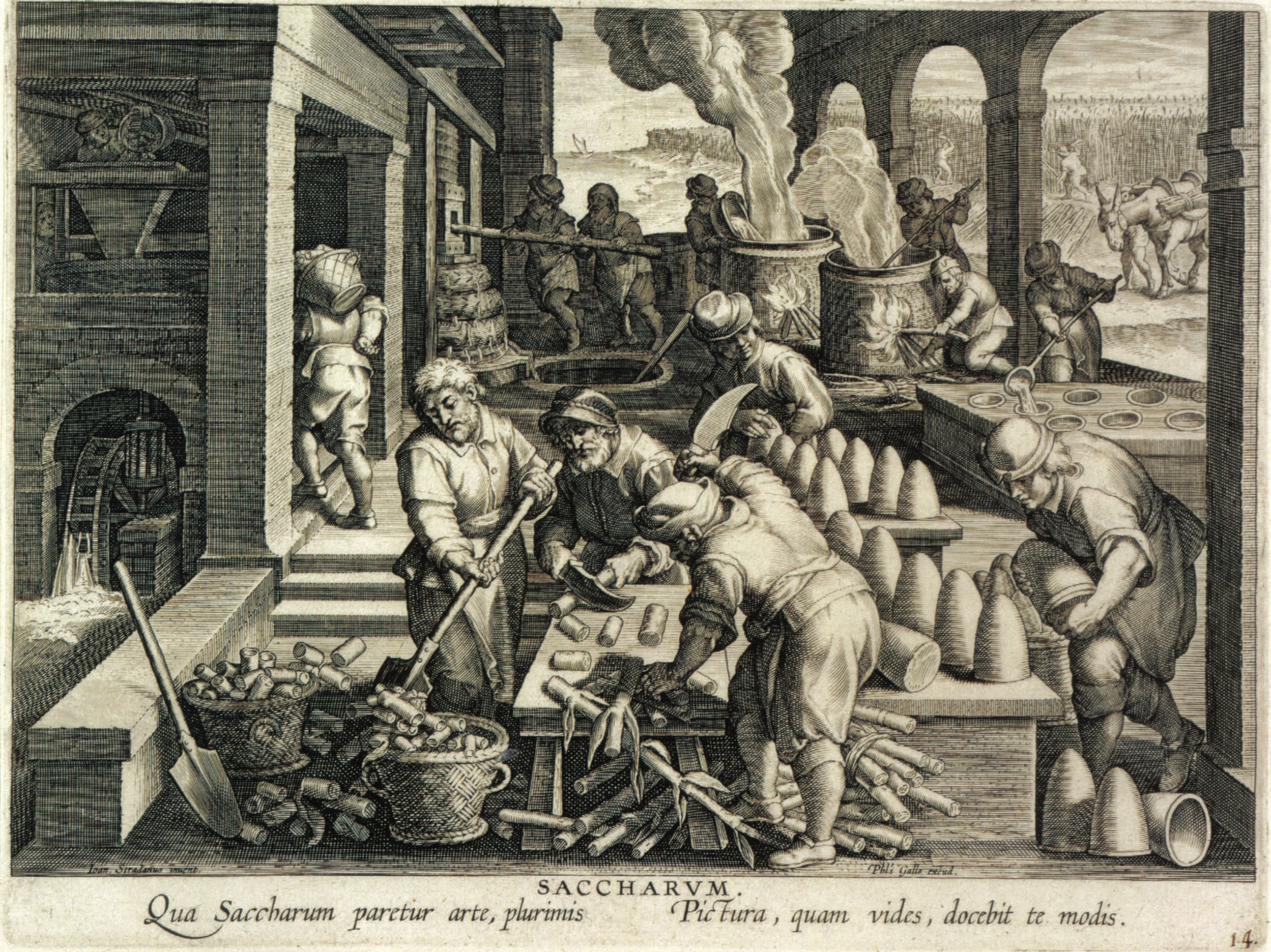
Sugarmill
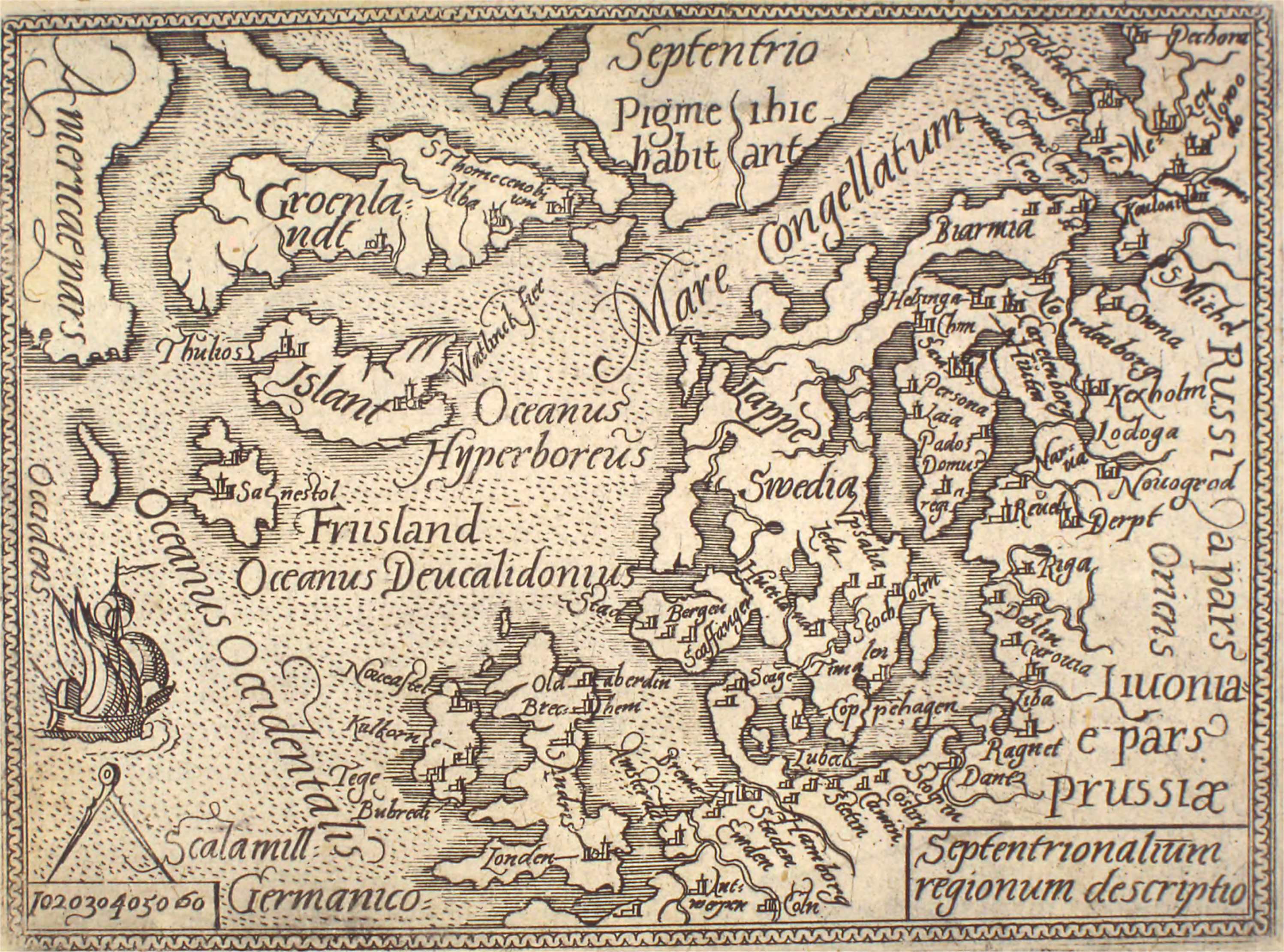
Észak-Európa 1577-ben

## Fordítás
Ez a szócikk részben vagy egészben  a   Philip Galle című angol Wikipédia-szócikk ezen változatának fordításán alapul.  Az eredeti cikk szerkesztőit annak laptörténete sorolja fel. Ez a jelzés csupán a megfogalmazás eredetét és a szerzői jogokat jelzi, nem szolgál a cikkben szereplő információk forrásmegjelöléseként.